# Аарског синдром
Аарског—Скот синдром је ретка болест која се наслеђује као X-везана и коју карактеришу низак раст, абнормалности лица, скелетне и гениталне аномалије. Ово стање углавном погађа мушкарце, иако жене могу имати благе карактеристике синдрома.

## Историја
Синдром је назван по Дагфину Аарскогу, норвешком педијатру и генетичару који га је први описао 1970. и по Чарлсу Скоту, америчком медицинском генетичару који је независно описао синдром 1971.

## Знаци и симптоми
Људи са Аарског—Скот синдромом често имају карактеристичне црте лица, као што су широко размакнуте очи (хипертелоризам), мали нос, дужу област између носа и уста (филтрум) и удовичин врх. Често имају благи до умерено низак раст током детињства, али њихов раст обично сустиже раст својих вршњака током пубертета. Абнормалности шаке су честе код овог синдрома и укључују кратке прсте (брахидактилија), закривљене мале прсте (клинодактилија), мрежасту кожу између неких прстију (кожна синдактилија) и набор преко дланова. Друге абнормалности код људи са Аарског—Скот синдромом укључују срчане мане и расцеп горње усне са или без отвора на врху усана (расцеп непце).
Већина мушкараца са Аарског—Скот синдромом имају шал скротум, у коме скротум окружује пенис уместо да виси испод. Ређе имају неспуштене тестисе (крипторхизам) или меко избочење око пупка (пупчана кила) или у доњем делу стомака (препонска кила).
Интелектуални развој људи са Аарског—Скот синдромом варира. Неки могу имати благе проблеме са учењем и понашањем, док други имају нормалну интелигенцију. У ретким случајевима је уочена тешка интелектуална ометеност.

## Генетика
Мутације у FGD1 гену су једини познати генетски узрок Аарског—Скот синдрома. FGD1 ген даје упутства за прављење протеина који укључује тј. активира други протеин назван Cdc42, који преноси сигнале који су важни за различите аспекте развоја пре и после рођења.
Мутације у FGD1 гену доводе до производње протеина који абнормално функционише. Ове мутације ремете Cdc42 сигнализацију, што доводи до широког спектра абнормалности које се јављају код људи са Аарског—Скот синдромом.
Само око 20 процената људи са овим поремећајем има препознатљиве мутације у FGD1 гену. Узроци Аарског—Скот синдрома код других погођених особа нису познати.

## Патофизиологија
Аарског—Скот синдром је последица мутације FGD1 гена. FGD1 ген кодира фактор размене гуанин нуклеотида (ГЕФ) који специфично активира Cdc42. Активацијом Cdc42, FGD1 протеин стимулише фибробласте да формирају филоподије, елементе цитоскелета укључене у ћелијску сигнализацију, адхезију и миграцију. Преко Cdc42, FGD1 протеин такође активира сигналну каскаду Јун Н-терминалне киназе (ЈНК), који регулише ћелијски раст, апоптозу и ћелијску диференцијацију.
У скелету миша у развоју, протеин FGD1 је експримиран у прекартилагинозним мезенхимским кондензацијама, перихондријуму и периостеуму, пролиферирајућим хондроцитима и остеобластима. Ови резултати сугеришу да сигнализација FGD1 може играти улогу у биологији неколико различитих типова скелетних ћелија укључујући мезенхималне прехондроците, хондроците и остеобласте. Карактеризација просторно-временског обрасца експресије FGD1 у ембрионима миша пружила је важне назнаке разумевању патогенезе Аарског—Скот синдрома.
Чини се вероватним да је примарни дефект код Аарског—Скот синдрома абнормалност сигнализације FGD1/Cdc42 која резултира аномалним развојем ембриона и абнормалним формирањем ендохондралне и интрамембранске кости.

## Дијагноза
Генетичко тестирање може бити доступно за мутације у гену FGDI1. Генетско саветовање је индицирано за појединце или породице који могу носити ово стање, јер постоје преклапајуће карактеристике са тровањем алкохолом.
Други прегледи или тестови могу помоћи у постављању дијагнозе. То може укључивати:
- детаљна породична историја
- спровођење детаљног физичког прегледа ради документовања морфолошких обележја
- тестирање на генетски дефект у FGDI1
- рендгенски снимци могу идентификовати абнормалности скелета
- ехо кардиограм може открити абнормалности срца
- CT скенирање мозга за развој цисте
- Рендген зуба
- Ултразвук абдомена за идентификацију неспуштених тестиса[14]

## Лечење
Слично свим генетским болестима, Аарског—Скот синдром се не може излечити, иако постоје бројни третмани за побољшање квалитета живота.
Можда ће бити потребна операција да би се исправиле неке аномалије, а ортодонтски третман се може користити за исправљање неких абнормалности лица. Испитивање хормона раста може имати ефекта у лечењу ниског раста код овог поремећаја.

## Прогноза
Неки људи могу имати одређену менталну спорост, али деца са овим стањем често имају добре друштвене манире. Неки мушкарци могу имати проблема са плодношћу.